# Surkhab ibn Baw
Surkhab ibn Baw o Sohrab ibn Baw fou el segon sobirà de la dinastia bawàndida del Tabaristan.
El seu pare Baw fou assassinat el 680 per un personatge de nom Walash o Adhur Walash que sembla el masmughan de Dunbawand, el qual es va sostenir vuit anys fins que Surkhab ibn Baw, amb el suport de la població, el va derrotar i va recuperar el tron. Fou coronat com ispahbad o rei a Perim o Pirim (Firim o Ferim) on va construir el seu palau, a la regió de Shahriarkuh a les muntanyes l'est de Tabaristan, que fou la primera capital permanent dels bawàndides.
El va succeir el seu fill Mihr Mardan ibn Surkhab.